# Диркшнайдер, Удо
У́до Диркшна́йдер (нем. Udo Dirkschneider; род. 6 апреля 1952, Вупперталь, Германия) — немецкий рок-музыкант, вокалист и один из основателей хэви-метал-группы Accept. После ухода из Accept в 1987 году сформировал собственную группу U.D.O., а в 2020 году создал новый проект Dirkschneider & The Old Gang.

## Биография
Удо Диркшнайдер родился 6 апреля 1952 года в Вуппертале на западе Германии. Его семья владела фабрикой по производству различных деталей и инструментов. К моменту поступления Удо в школу семья переехала в Золинген. Любовь Удо к музыке началась с родительского подарка: пластинки The Beatles «I’m Down» и подаренного в 1964 году портативного магнитофона. Где-то в то же самое время он услышал Rolling Stones и начал предпочитать их The Beatles.

Удо: «Музыкантом становиться не думал, во всяком случае, когда был маленьким. Это пришло потом, гораздо позже. А если вспомнить самую первую мечту, то это был… повар. Да, я хотел стать поваром на корабле. Видимо, страсть к путешествиям была заложена с самого начала! А ещё страсть вкусно готовить. Однако не вышло. Пришлось заниматься другими делами — а потом, увидев, что музыкальная деятельность не только интересна, но и успешна, что я становлюсь все более и более известным, решил сосредоточиться именно на музыке».

Удо, как и многие подростки, решил пробовать себя в музыке, причём предпочитая клавишные. В 1966 году у него появилась скромная модель инструмента, и он, пользуясь самоучителями, научился играть. Репетировал он с Михаэлем Вагенером, одноклассником, будущим гитаристом Accept и будущим известным продюсером и звукооператором.
Для группы так или иначе требовался певец, но он не находился. Пришлось петь Удо, и результат оказался довольно впечатляющим. Больше того, Удо понравилось петь. В конце концов, парни создали группу Band X, предтечу Accept.
Родители Удо возражали против его занятий музыкой, рассматривая в нём продолжателя семейного дела. Надо сказать, что к 17 годам Удо считался уже квалифицированным работником и уволился из родительской фирмы только после выхода третьего студийного альбома Accept, Breaker.
В 1971 году была создана группа Accept.
Об участии в группе Accept см. основную статью

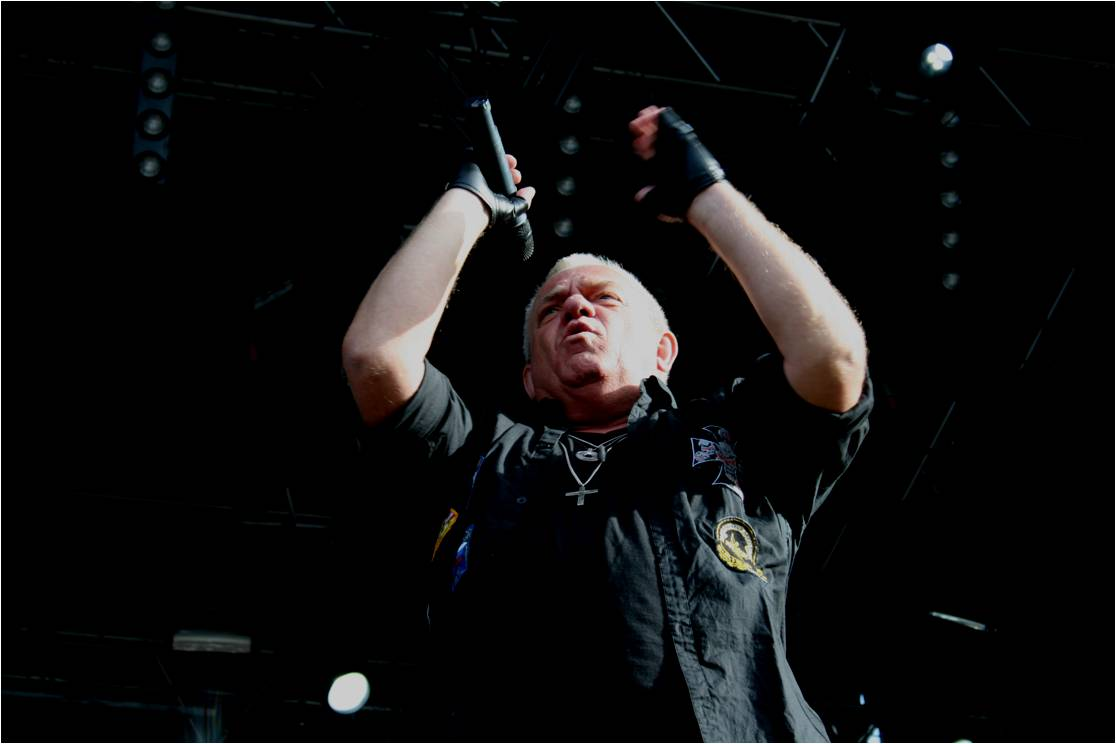
Удо на концерте. Норвегия, 2010 год

В 19 лет Диркшнайдер отправился в армию, но музыку не забросил. К 1986 году он обрёл мировую известность в составе группы Accept, но был вынужден покинуть группу, так как остальные участники решили ориентироваться на американский рынок и эксплуатировать коммерческую музыку, а Удо, в свою очередь, придерживался убеждения, что Accept должен играть бескомпромиссный хэви-метал. Покинув группу, Удо создал свой коллектив, U.D.O.
Об участии в группе U.D.O. см. основную статью
В 1993 году Accept воссоединился, и Диркшнайдер записал вместе с ней ещё три альбома, после чего Accept в очередной раз распался, и Удо вновь собрал U.D.O., с которой он работает по сей день.
Осенью 2020 года Удо Диркшнайдер создал новый проект, Dirkschneider & The Old Gang («Диркшнайдер и старая банда»). Группа состоит из Питера Балтеса — бас, вокал (ранее Accept), Стефана Кауфмана — гитара (ранее Accept, U. D. O.), Матиаса Диета — гитара (ранее Sinner, U. D. O.), а также сына Удо — Свена Диркшнайдера — барабаны (ранее U. D. O.) и вокалистки Мануэлы Биберт.
Удо Диркшнайдер обладает уникальным мощным тенором, которому сложно дать какое-либо определение.
«Вы хотите знать, что я думаю о своем голосе? Я ненавижу его, ха-ха! Разве это нормальный, „человеческий“ голос? Разве им можно воспроизвести мелодию? Иногда я просто не могу его слушать! Ну почему я не могу петь более мелодично, а? Ну да, вы станете меня уверять, что мой голос какой-то особенный, он напоминает голоса Бона Скотта из AC/DC и Роба Хэлфорда из Judas Priest… Вы будете меня просить не менять манеру пения, и… Я не стану её менять! Я и сам знаю, что мой голос — особенный, ха-ха! Я курю по две пачки сигарет в день и ничего — все ещё пою, как видите!» 
Удо Диркшнайдер женат с 1987 года, жену зовут Эрика, она ювелир. От брака есть сын Свен и дочь Нина. Будущая жена при знакомстве не имела понятия о всемирной популярности Удо.

Со своей будущей женой я познакомился в баре. Она и понятия не имела, кто я и чем я занимаюсь. Лишь несколько месяцев спустя она узнала, что я очень знаменит. Сам я ей об этом не говорил. Да, она знала, что я музыкант, но не знала, что я в какой-то мере знаменит.
На досуге Удо Диркшнайдеру нравится играть в теннис и плавать, а также читать мемуары политиков. Любит красное вино, любимый фильм — «Молчание ягнят». Рост Удо — 165 см. Журналисты долгое время пытались наградить его прозвищем, вроде таких как «Карлик», «Маленький трактор», «Германский танк» и др., а голос — «Вопли плачущего привидения», «Кашель курильщика», но никакое прозвище не прижилось.
Удо  неоднократно выступал в различных российских городах, в песне «Trainride in Russia» записал припев на русском языке и спел вместе с группой «Ария» песню «Штиль», а также записал песню на русском языке «Плачет солдат». Также имеет квартиру в Санкт-Петербурге, где, по его словам, он периодически проживает со своей девушкой. Доброй традицией для Удо стало отмечать значимые праздники в Санкт-Петербурге. Не раз он отмечал свой день рождения в кафе города, а также встречал с российскими фанатами Новый год.

## Студийные работы

### Accept
- Accept (1979)
- I'm a Rebel (1980)
- Breaker (1981)
- Restless and Wild (1982)
- Balls to the Wall (1983)
- Metal Heart (1985)
- Russian Roulette (1986)
- Objection Overruled (1993)
- Death Row (1994)
- Predator (1996)

### U.D.O.
- Animal House (1987)
- Mean Machine (1988)
- Faceless World (1990)
- Timebomb (1991)
- Solid (1997)
- No Limits (1998)
- Holy (1999)
- Man and Machine (2002)
- Thunderball (2004)
- Mission No. X (2005)
- Mastercutor (2007)
- Dominator (2009)
- Rev-Raptor (2011)
- Celebrator (2012)
- Steelhammer (2013)
- Decadent (2015)
- Steelfactory (2018)
- We are One (2020)
- Game Over (2021)
- Touchdown (2023)

### Dirkschneider & The Old Gang
- Where The Angels Fly (сингл, дата выхода: 02.04.2021)

### Сольные альбомы
- My Way (2022)
- Balls to the Wall Reloaded (2025)